# Levenov Point
Der Levenov Point (englisch; bulgarisch Левенов нос Lewenow nos) ist eine Landspitze an der Nordostküste der Brabant-Insel im Palmer-Archipel westlich der Antarktischen Halbinsel. Als Ausläufer des Röntgen Peak liegt sie 3,04 km südöstlich des Kap Cockburn und 2,85 km nördlich des Duclaux Point.
Britische Wissenschaftler kartierten sie 1980 und 2008. Die bulgarische Kommission für Antarktische Geographische Namen benannte sie 2015 nach Nikola Lewenow, Kapitän des bulgarischen Trawlers Burewestnik, der zwischen Dezember 1974 und Februar 1975 in den Gewässern um die Kerguelen operiert hatte.